# Ischiopsopha
Ischiopsopha är ett släkte av skalbaggar. Ischiopsopha ingår i familjen Cetoniidae.

## Bildgalleri

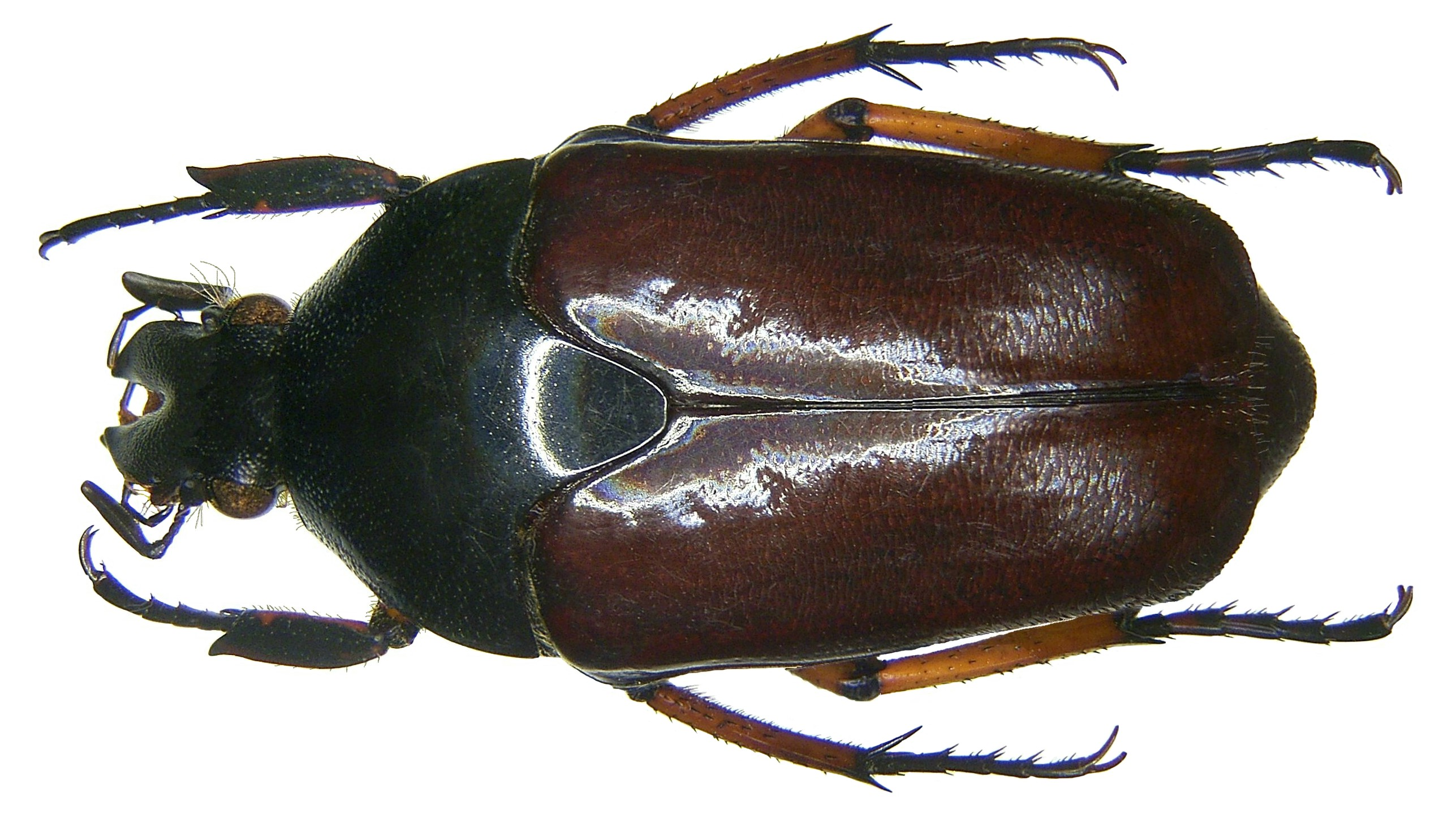
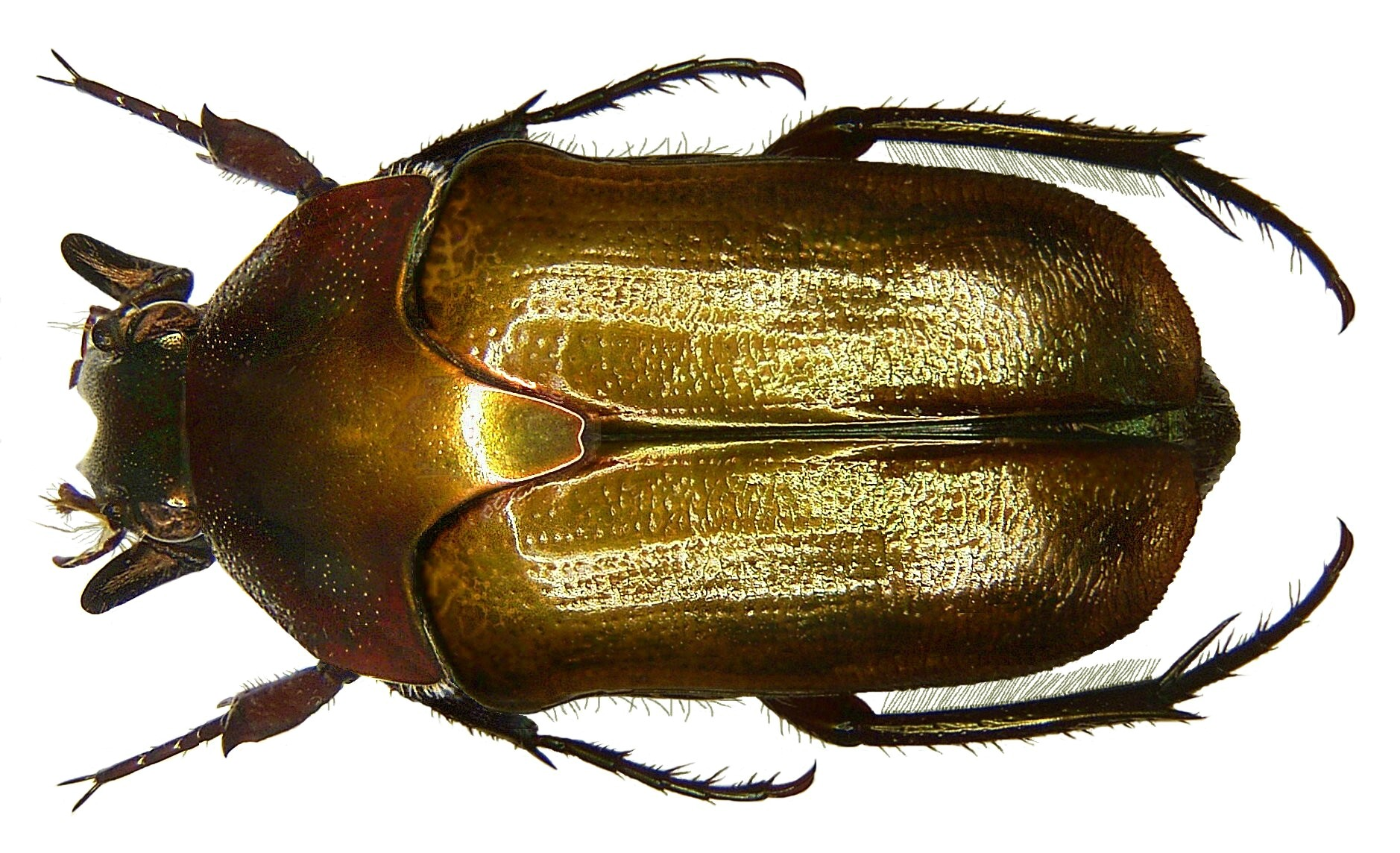
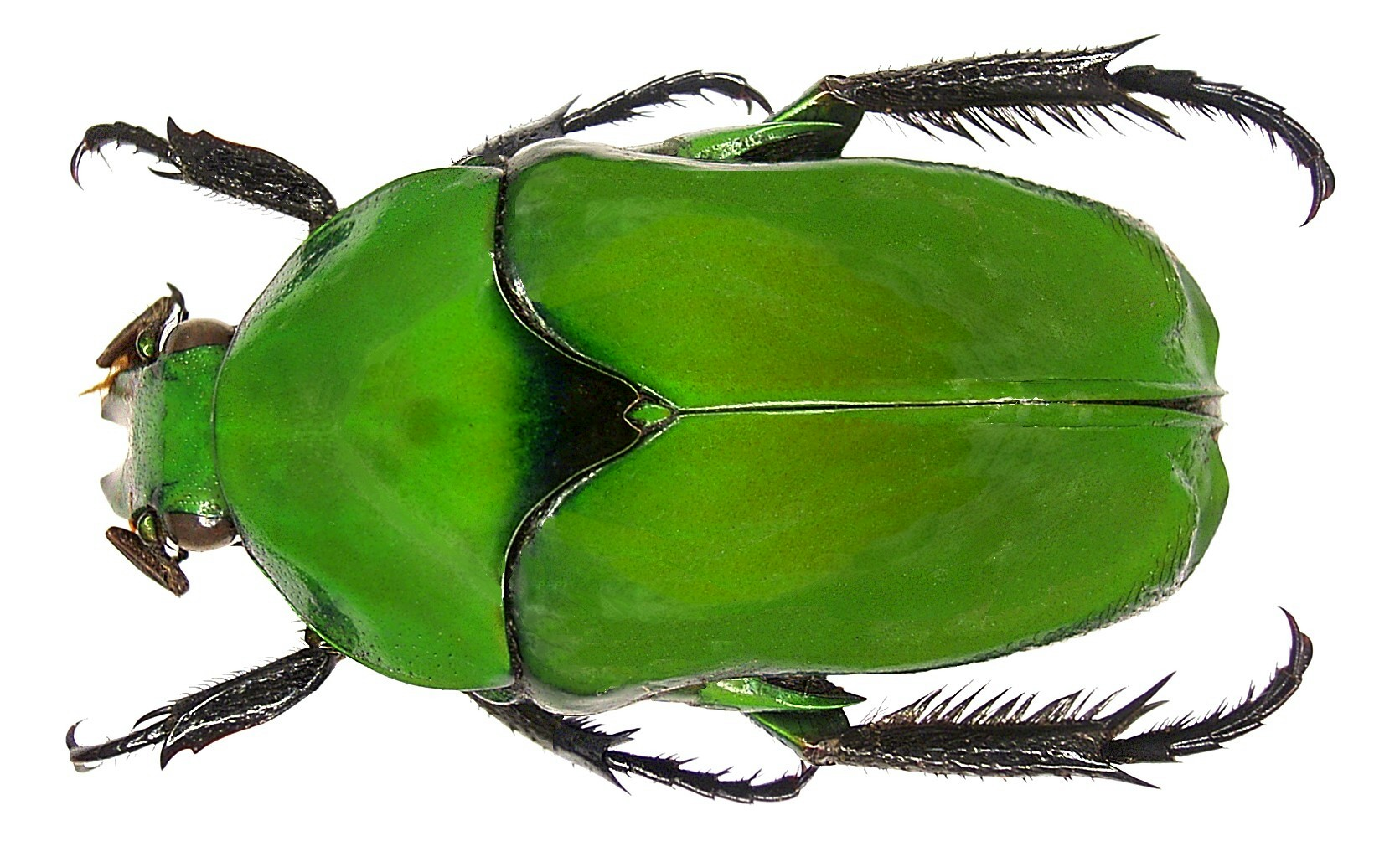
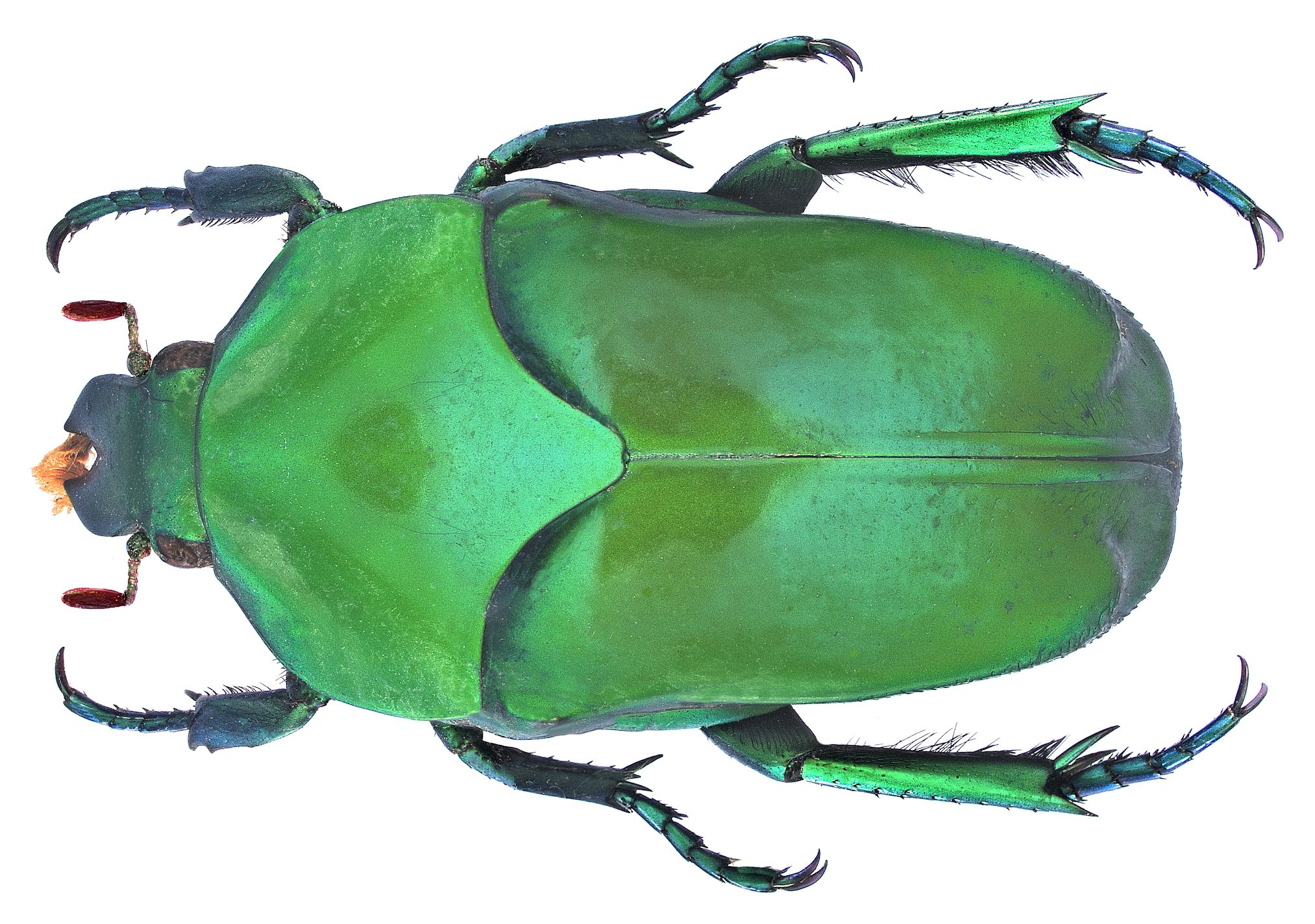
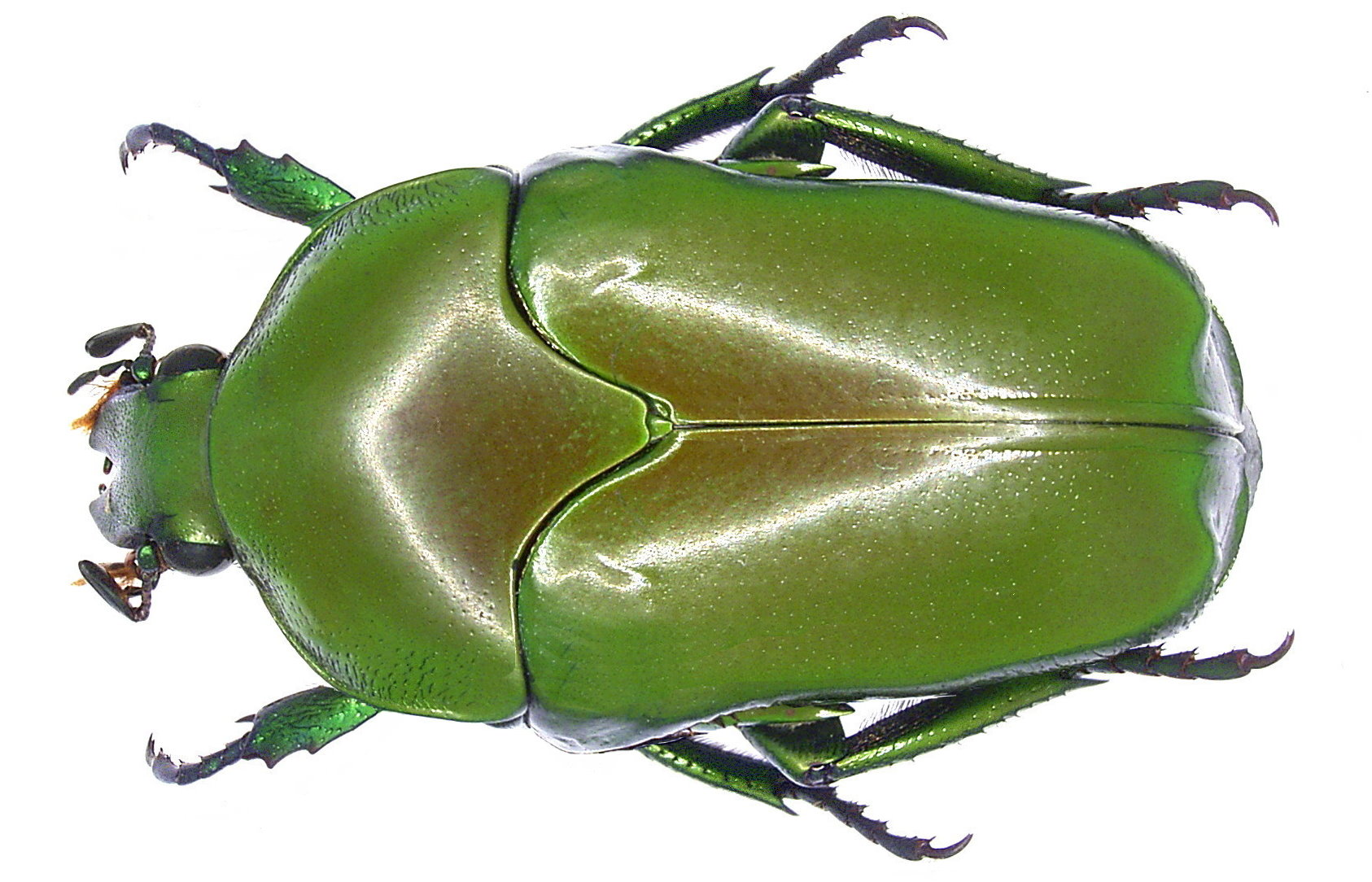
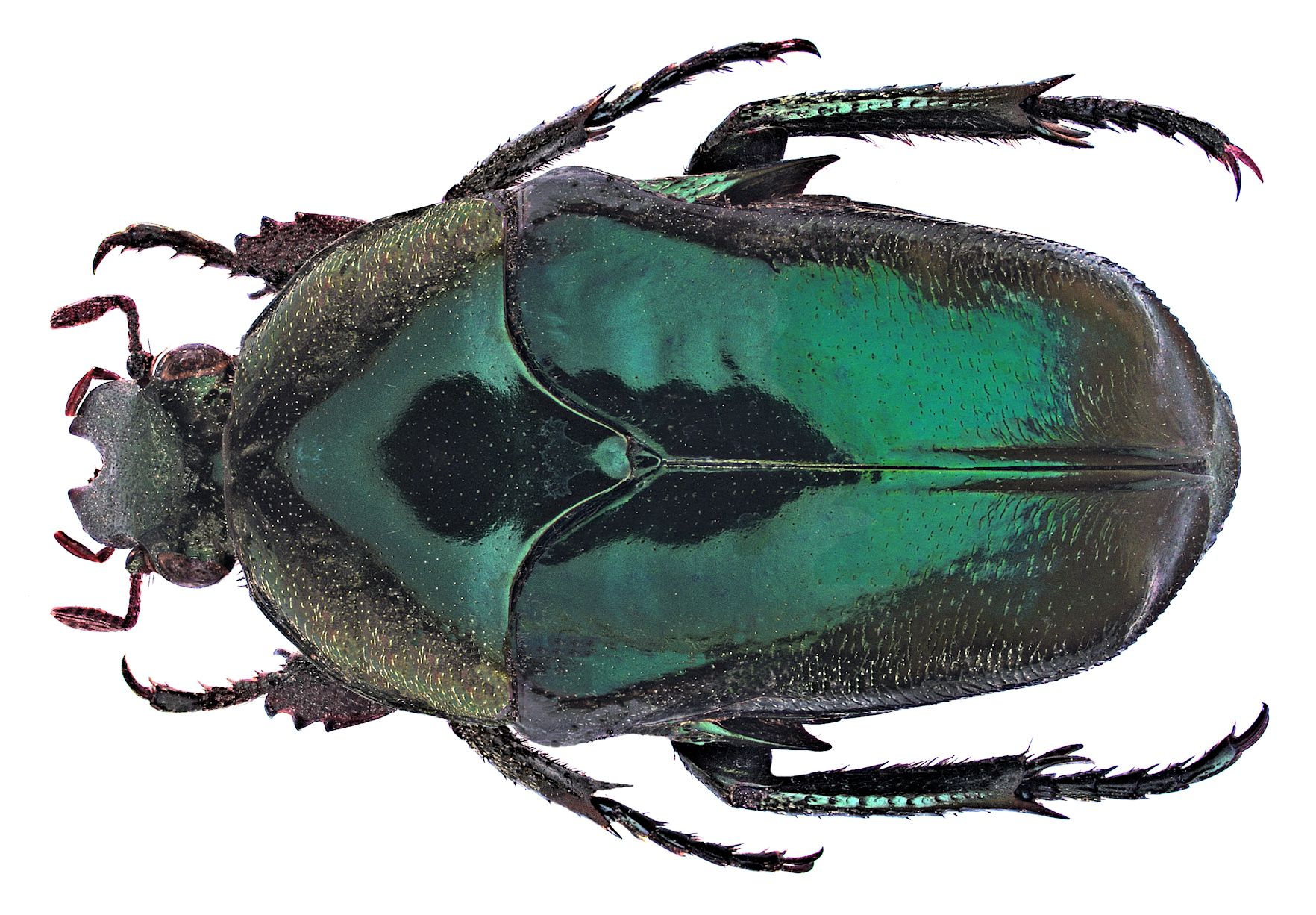

## Dottertaxa tillIschiopsopha, i alfabetisk ordning[1]
- Ischiopsopha antoinei
- Ischiopsopha arouensis
- Ischiopsopha arthuri
- Ischiopsopha asperipennis
- Ischiopsopha atra
- Ischiopsopha aurora
- Ischiopsopha bennigseni
- Ischiopsopha bifasciata
- Ischiopsopha blancbonnet
- Ischiopsopha bonnetblanc
- Ischiopsopha bourkei
- Ischiopsopha bruyni
- Ischiopsopha cambodiensis
- Ischiopsopha carminatra
- Ischiopsopha castanea
- Ischiopsopha castaneipennis
- Ischiopsopha castanoptera
- Ischiopsopha ceramensis
- Ischiopsopha chaminadei
- Ischiopsopha chuai
- Ischiopsopha clarki
- Ischiopsopha concinna
- Ischiopsopha cupreopyga
- Ischiopsopha dechambrei
- Ischiopsopha deyrollei
- Ischiopsopha dives
- Ischiopsopha durvillei
- Ischiopsopha emarginata
- Ischiopsopha erratica
- Ischiopsopha esmeralda
- Ischiopsopha gagatina
- Ischiopsopha gestroi
- Ischiopsopha gigantea
- Ischiopsopha harti
- Ischiopsopha helleri
- Ischiopsopha hoyoisi
- Ischiopsopha hudsoni
- Ischiopsopha hyla
- Ischiopsopha ignipennis
- Ischiopsopha jamesi
- Ischiopsopha jansoni
- Ischiopsopha kerleyi
- Ischiopsopha kuehbandneri
- Ischiopsopha laglaizei
- Ischiopsopha landfordi
- Ischiopsopha latreillei
- Ischiopsopha lucivorax
- Ischiopsopha macfarlanei
- Ischiopsopha meeki
- Ischiopsopha menieri
- Ischiopsopha messagieri
- Ischiopsopha minettii
- Ischiopsopha nigriloba
- Ischiopsopha nosduhi
- Ischiopsopha obiensis
- Ischiopsopha olivacea
- Ischiopsopha plana
- Ischiopsopha poggii
- Ischiopsopha pulchripes
- Ischiopsopha purpureitarsis
- Ischiopsopha ritsemae
- Ischiopsopha rugata
- Ischiopsopha ruteri
- Ischiopsopha samuelsoni
- Ischiopsopha scheini
- Ischiopsopha similis
- Ischiopsopha sticheri
- Ischiopsopha striolatissima
- Ischiopsopha tibialis
- Ischiopsopha tomiensis
- Ischiopsopha uhligi
- Ischiopsopha uliasica
- Ischiopsopha utakwa
- Ischiopsopha wallacei
- Ischiopsopha wallisiana
- Ischiopsopha vicina
- Ischiopsopha willemsteini
- Ischiopsopha violacea
- Ischiopsopha yapasbouf